# Гончая улица
Гончая улица (укр. Гонча вулиця) — улица в Деснянском районе города Чернигова, исторически сложившаяся местность (район) Предградье и Ковалёвка. Пролегает от перекрёстка улиц Преображенская и Музейная до улицы Александра Самойленко.
Примыкают улицы Святониколаевская, Воздвиженская (Родимцева), Шевченко, Гетмана Полуботка, Коцюбинского, проспект Победы, Василия Стуса (Чернышевского), Зелёная, Киевская, Гоголя, Котляревского, Чайковского, Профсоюзов, Коммунальная, Алексеева, Юрия Мезенцева (без проезда).

## История
Улица проложена предположительно во времена Киевской Руси вдоль правого берега реки Стрижень. В начале XIX века стала называться Гончая. На основании архитектурно-археологических исследований и изучения картографических материалов установлено, что современная Гончая улица и после реконструкции согласно регулярным планам начала 19 века с незначительным уточнением сохранила исконное направление вплоть до предместья Ковалёвка. Современная застройка сформировалась в период XIX — начало XX веков.
В 1922 году Гончая улица переименована на улица имени В. И. Ленина — в честь советского политического и государственного деятеля, председателя Совнаркома РСФСР Владимира Ильича Ленина.
С объединением улиц Т. Г. Шевченко и Максима Горького в единую улицу Ленина, были переименованы две другие улица имени В. И. Ленина на улица Максима Горького и Советская улица на улица Шевченко. В 1961 году улица имени В. И. Ленина переименована на улица Максима Горького — в честь русского и советского писателя Максима Горького. До этого именем Максима Горького именовалась часть современного проспекта Мира.
Вследствие послевоенной застройки были внесены некоторые изменения в планирование и оформление домов.
В 1980-е годы усадебная застройка конца улицы (после примыкания улицы Чернышевского) частично ликвидирована и были построены кварталы многоэтажной жилой застройки (9-этажные дома).
12 февраля 2016 года улица Максима Горького была разделена на две улицы, где большей части улицы было возвращено историческое название Гончая, согласно распоряжению городского главы В. А. Атрошенко Черниговского городского совета № 46-р «Про переименование улиц и переулков города» («Про перейменування вулиць та провулків міста») — с сохранением нумерации. Нумерация улицы парной стороны начинается с № 10, непарной — № 5. Начальная нумерация относится к Музейной улице.
На месте ликвидированной усадебной застройки Гончей улицы (№ 62 — исторический дом — и 62А) между Зелёной и Киевской улицами планируется строительство 10-этажного жилого дома.

## Застройка
Улица проложена в северном направлении от древнего города к предместью. Начало улицы (до примыкания проспекта Победы) парная и непарная стороны заняты малоэтажной и многоэтажной жилой застройкой, частично усадебной застройкой. Далее (между проспектом Победы и Киевской улицей) парная и непарная стороны заняты усадебной застройкой, частично коммунальными предприятиями и многоэтажной жилой застройкой. Затем (между улицами Киевской и Котляревского) парная сторона занята многоэтажной жилой застройкой, непарная — усадебной застройкой и не застроена (зелёные насаждения вдоль реки Стрижень). После примыкания улицы Гоголя, улица раздваивается, где один короткий участок (130 м) тянется к перекрестку улиц Котляревского и Чайковского, второй длинный (860 м) пролегает вдоль правого берега реки Стрижень, затем дойдя до ручья Черторыйка делает поворот на запад и пролегает вдоль правого берега ручья. Конец улицы занят усадебной застройкой, территорией промышленных предприятий («Черниговский ликеро-водочный завод»), не застроен (вдоль реки Стрижень).
На углу с Преображенской улицей расположен дом № 5/24 (XVIII — начало XIX веков), обозначенный на плане 1805 года южнее от набережной Николаевской церкви XIX века — был построен для парафияльной школы; затем здесь были размещены Черниговская общественная библиотека, музей архивной комиссии, жилой дом, сейчас — нежилой дом. Дома № 11 и 13, что между улицами Святониколаевская и Родимцева — одноэтажные деревянные на кирпичном цоколе с горизонтальной линией карнизов из соснового бруса. Дом № 15 (конец XIX — начало XX веков) — деревянный на кирпичном цоколе, украшен рельефной, накладной и пропильной резьбой (преимущественно геометрических форм). Дома № 22 и 22 А представляют интерес как фоновая застройка и пример типизации деталей в жилищной архитектуре, а скос торца дома № 22 возможно продиктован валом Окольного града (остатки которого есть во дворе). Дом № 24 — особняк губернского инженера Д. Афанасьева (начало 20 века) — сосновый сруб, поставленный на высоких кирпичный цоколь, облицован серыми гранитными блоками на свинцовых прокладках; после Октябрьской революции использовался под детскую столовую, в период Великой Отечественной войны перестроен внутри под жильё без существенных изменений. Дом № 25 — кирпичный, 2-этажный, Т-образный в плане с выступающим за красную линию ризалитом — бывшая Торговая школа, после войны здесь размещалось областное статистическое управление, затем — учебный комбинат, сейчас — Черниговский экономический колледж Национальной академии статистики, учёта и аудита. Дом № 30 — 3-этажный 18-квартирный кирпичный двухсекционный дом, единственный в Чернигове пример жилищной архитектуры, испытавший влияние конструктивизма. Дома № 33 и 33 А — деревянные одноэтажные начала 19 века. Дом № 33 А с кирпичным цоколем, сочной резьбой сандриков, фриза и карниза; в послевоенные годы был перепланирован с одноквартирного в 3-квартирный, анфиладный. Дом № 34 — фасад 3-этажного дома школы (сейчас академия) украшали орнаментально-декоративные и тематические композиции из кирпича (архитектор А. Карнабед); ныне (после ремонтный работ) композиции фасада утрачены. Дом № 42 — одноэтажный 2-квартирный XIX—XX веков с элементами модерна, принадлежал земскому инженеру И. М. Якубовичу. Дом № 44 — XIX—XX веков, где в 1920-е годы располагался штаб территориального полка Рабоче-крестьянской Красной армии. Дома № 48 и 50 — одноэтажные на высоких кирпичных цоколях с накладной резьбой в стиле модерн. Дома № 54, 62, 67, 69 — деревянные на кирпичных фундаментах одноэтажные 7-8-оконные, с двумя угловыми фронтами; они создают определённые стилевой фон застройки улицы. В доме № 69 в период 1920—1925 годы располагался 2-й комсомольский клуб города. Дом № 65 — кирпичный одноэтажный, где было Владимирское городское училище. Дом № 80 — деревянный одноэтажный XIX века.
| |                                                                                             |                                                                                    | |
| начало улицы — слева одноэтажный дом № 11 — вид в направлении перекрестка с Святониколаевской улицей                 | слева одноэтажный дом № 13/13 — перекресток с улицей Родимцева                              | справа одноэтажный дом № 22/8 — вид в направлении перекрестка с улицей Шевченко    | слева 2-этажный дом № 25 (бывшая Торговая школа) — вид со стороны перекрестка с улицей Гетмана Полуботка |
| |                                                                                             |                                                                                    | |
| справа дом № 32/77, слева № 37/79 (Главное управление статистики) — вид со стороны перекрестка с улицей Коцюбинского | слева 3-х этажное здание Академии (№ 34) — вид со стороны перекрестка с улицей Коцюбинского | справа одноэтажный дом № 48 — вид в направлении перекрестка с улицей Чернышевского | слева одноэтажные дома № 69 и 67, справа № 62 — вид со стороны перекрестка с Киевской улицей             |

Учреждения:
1. дом № 23 — Почётное консульство Латвии
2. дом № 25 — Черниговский экономический колледж Национальной академии статистики, учёта и аудита
3. дом № 32/77 — общежитие Черниговского кооперативного техникума
4. дом № 33 — Федерация авиамодельного спорта Черниговской области
5. дом № 37/79 — Главное управление статистики в Черниговской области. Черниговский институт информации, бизнеса и права МНТУ им. академика Юрия Бугая. Прочие государственные учреждения
6. дом № 34 — Академия Государственной пенитенциарной службы Украины
7. дом № 40 — «Черниговоблэнерго»
8. дом № 57 — Черниговский общественный комитет защиты прав человека
9. дом № 75 — Костёл Сошествия Святого Духа
10. дом № 92 — ДЮСШ по гребному спорту на байдарках и каноэ

|                                |                               |                       |                                        |
| Здание общественной библиотеки | Здание мужской торговой школы | Здание электростанции | Жилой дом — особняк купца З. Гозенпуда |

Памятники архитектуры и/или истории:
1. дом № 5/24 — Здание общественной библиотеки (XIX — начало XX века) — истории, вновь выявленный
2. дом № 25 — Здание мужской торговой школы (конец XIX века) — архитектуры, местного значения
3. дом № 28/22 — 5-этажный дом — истории, вновь выявленный
4. дом № 40 — Здание электростанции (1927—1930, 1977) — архитектуры и истории, местного значения
5. дом № 65 — Особняк (начало XX века) — Здание Владимирского городского училища (1893) — предлагается к взятию на государственный учёт
6. дом № 92 — Жилой дом (конец XIX века) — особняк З. Гозенпуда — архитектуры, местного значения
7. Каменица Константиновичей (конец XVIII века) — утрачен

Есть ряд значимых и рядовых исторических зданий, что не являются памятниками архитектуры или истории: одноэтажные дома № 9/28, 11, 13/13, 22А (20/8), 22 (22/8), 24 (особняк инженера Д. Афанасьева, начало XX века), 42 (особняк инженера И. Якубовича, конец 19 века), 44/31; 2-этажные дома № 10/22, 18/25; 5-этажные дома № 28/22, 32/77; 4-этажные дома № 29/24; все (кроме трёх) одноэтажные дома между улицами Чернышевского и Киевской: № 46/26, 48, 50, 57, 58, 59, 60, 61, 62, 63, 63 А, 65 А, 65.
Мемориальные доски:
1. дом № 29 — кавалеру 4 медалей «За отвагу» Андрею Павловичу Месече — на доме, где жил (1965—2005).
2. дом № 41 — украинскому поэту Дмитрию Мусиевичу Куровскому — на доме, где жил.